# Archipiélago de las Indias Orientales

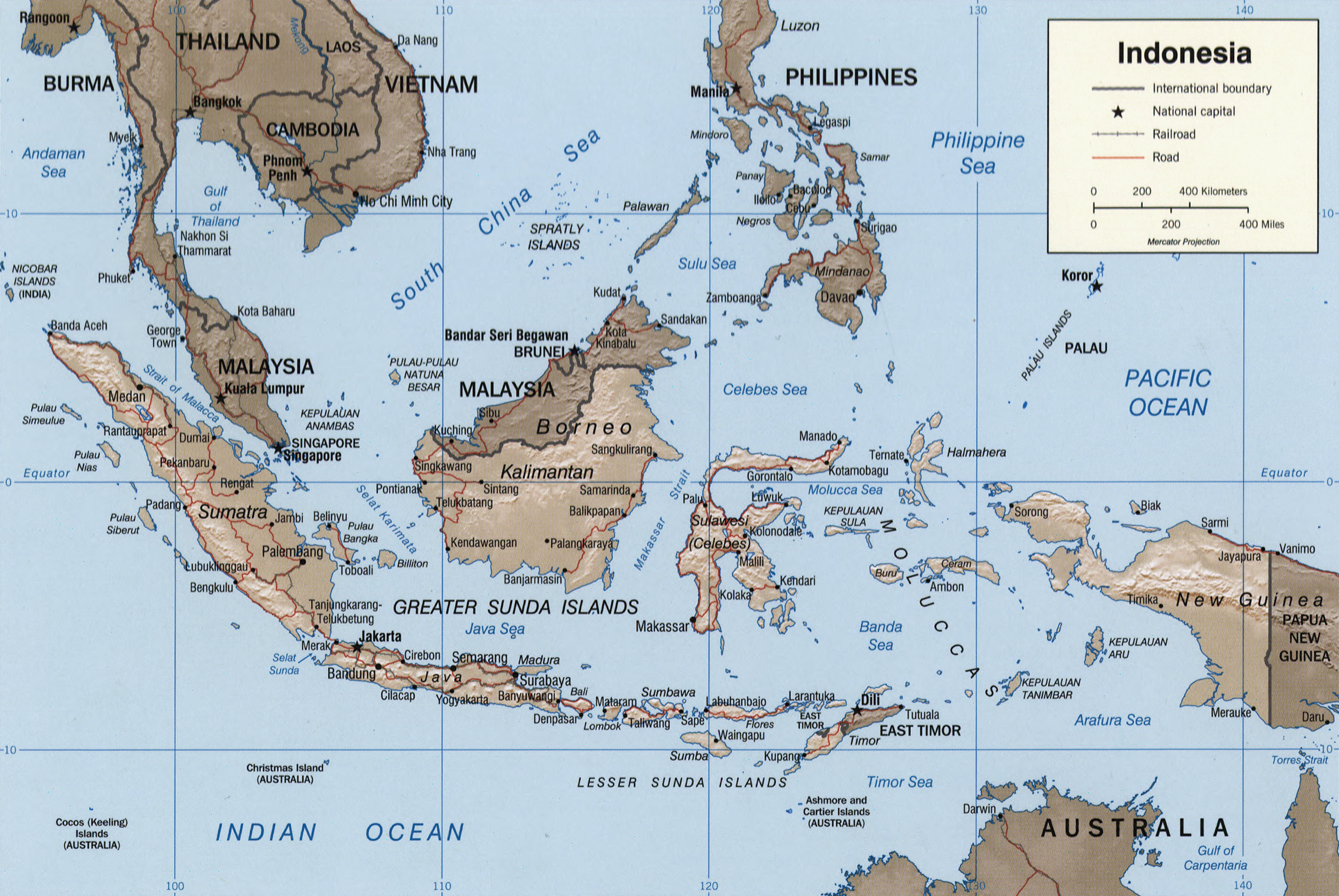
Mapa de Indonesia que muestra aguas del Archipiélago de las Indias Orientales

El Archipiélago de las Indias Orientales es una área designada por la Organización Hidrográfica Internacional (OHI). Abarca 12 mares, 2 golfos, y un estrecho en las Indias Orientales (Sudeste Asiático).
En el borrador 4 de la publicación del OHI S-23 Límites de Océanos y Mares, 2002, el área está descrita en un capítulo bajo el encabezando China del Sur y Mares de los Archipiélagos Orientales.
Las aguas del Archipiélago de las Indias Orientales son las siguientes:
- Mar de Arafura
- Mar de Bali
- Mar de Banda
- Mar de Célebes
- Mar de Ceram
- Mar de Flores
- Golfo de Boni
- Golfo de Tomini
- Mar de Halmahera
- Mar de Java
- Estrecho de Macasar
- Mar de Molucas
- Mar de Savu
- Mar de Sulú
- Mar de Timor

6 de los mares, los 2 golfos, y el estrecho están completamente en aguas de Indonesia. El Mar de Sulú, ubicado entre Filipinas y Sabah (un estado de Malasia en la isla de Borneo), no está enteramente en aguas indonesias. Los otros 5 mares son parcialmente indonesios.
5 países tienen zonas económicas exclusivas que se extienden a uno o más de los 5 mares parcialmente indonesios. Aparte del Mar de Sulú, las Zonas Económicas exclusivas de Filipinas y Malasia también se extienden al Mar de Célebes. La Zona Económica Exclusiva de Timor Oriental está completamente dentro de los mares de Savu, Banda, y Timor. La Zona Económica Exclusiva deAustralia extiende a los mares de Timor y Arafura y la Zona Económica Exclusiva de Papúa Nueva Guinea  se extiende al Mar de Arafura desde su costa suroeste.